# 贝拉登加新堡
贝拉登加新堡（義大利語：Castelnuovo Berardenga）是意大利中部托斯卡纳大区锡耶纳省的一个市镇，位于佛罗伦萨东南方50公里，锡耶纳以东14公里，并且与锡耶纳毗邻。